# Zigeunerberg
Der Zigeunerberg (510 m) ist ein Berg im östlichen Teil des Zittauer Gebirges. Sein bewaldeter Gipfel liegt  in der Gemeinde Oybin.

## Lage
Der Zigeunerberg befindet sich östlich von Oybin bzw. nördlich von Lückendorf auf der Gemarkungsgrenze zwischen beiden Ortschaften; über den Nordosthang verläuft die Gemarkungsgrenze mit Eichgraben. Nach Osten hin fällt der Berg zum Tal des Pfaffenbaches ab. Südöstlich erhebt sich der Heideberg (549 m), südlich der Sommerberg (496 m), südwestlich die Brandhöhe (633 m) und der Scharfenstein (569 m), westlich die Luisenhöhe (567 m) und die Kleine Felsengasse sowie nordwestlich der Töpfer (582 m).
Umgeben wird der Berg im Norden von Olbersdorf, im Nordosten von Eichgraben und Neuhartau, im Süden von Lückendorf, im Westen von Oybin und im Nordwesten von Niederoybin und dem Städtel.

## Beschreibung
Der Zigeunerberg ist ein wenig markanter, bewaldeter Berg, der dem mächtigen Töpfer südöstlich vorgelagert ist. Auf seinem Gipfel, der keine Aussicht bietet, befinden sich mehrere Sandsteinfelsen. Aus seinem Nordhang ragen weitere Felsen, darunter der Geldstein und die Höllensteine. Der Berg liegt an einer vom oberen Weißbachtal über den Karlsfried und den Heideberg nach Westen verlaufenden tektonische Störung, die sich am Zigeunerberg scharf nach Südwesten wendet und sich danach unterhalb der Brandhöhe bis zur Fürstenhöhe fortsetzt.
Südlich des Gipfels führt der Haberkornweg von der Alten Gabler Straße über die Napoleonschmiede und Binis Hüttl im Pfaffenbachtal kommend zum Töpfer. Im Westen verläuft der Geldsteinweg zwischen dem Zigeunerberg und Töpfer.

## Geschichte
Ein am Hang des Zigeunerberges gefundener Rest eines spätslawischen Gefäßes aus dem 11. bzw. 12. Jahrhundert ist der älteste Besiedlungsnachweis auf den Fluren von Lückendorf. 
Seit der Mitte des 19. Jahrhunderts wurde am Osthang des Zigeunerberges ein Mühlsteinbruch betrieben.
Im Zuge des vom Lückendorfer Verein für Kultur- und Tourismusförderung in der Euroregion Neiße e.V. ab 2003  angelegten „Heimatgeschichtliche Lehrpfad Lückendorf“ wurde auch ein Zugang von Binis Hüttl zum Mühlsteinbruch am Zigeunerberg hergestellt und eine Infotafel aufgestellt.